# Tetraponera capensis
Tetraponera capensis is een mierensoort uit de onderfamilie van de Pseudomyrmecinae. De wetenschappelijke naam van de soort is voor het eerst geldig gepubliceerd in 1858 door Smith, F..